# Pailin
Pailin is een provincie in Cambodja, aan de noordelijke rand van de Kardamombergen, in de buurt van de grens met Thailand. Deze provincie wordt omringd door de provincie Battambang. Pailin telde 70.482 inwoners in 2008.
Op 22 december 2008 besloot koning Norodom Sihamoni in een koninklijk besluit dat de gemeenten Kep, Pailin en Sihanoukville in provincies zouden worden veranderd. Ook werden de grenzen lichtelijk aangepast.
De provincie is verdeeld in twee districten:
- 2401 Pailin (ប៉ៃលិន)
- 2402 Sala Krau (សាលា ក្រៅ)